# Pringy (Marne)
Pringy é uma comuna francesa na região administrativa do Grande Leste, no departamento de Marne. Estende-se por uma área de 15.34 km², e possui 426 habitantes, segundo o censo de 2018, com uma densidade de 28 hab/km².